# Caractéristique courant-tension
En électrotechnique et en électronique, la caractéristique courant tension d'un dipôle électrique est la fonction qui lie le courant qui traverse le dipôle avec la tension à ses bornes. Elle est généralement déterminée en courant continu, parce que pour des dipôles réactifs, cette caractéristique peut devenir très complexe à manipuler et est traitée par des outils plus appropriés. Elle est néanmoins très utilisée pour comprendre les notions de générateur électrique, de polarisation des transistors, et d'adaptation d'impédance.
Dans le cas des charges linéaires (typiquement, une résistance), la caractéristique courant tension est une droite qui passe par l'origine (le courant est nul en l'absence de tension) et donc la pente indique que le courant est proportionnel à la tension.